# Megatron
Megatron is een personage uit de Transformersfranchise. In de meeste incarnaties van dit franchise is hij de leider van de Decepticons, en de rivaal van Optimus Prime.
Megatron werd overgenomen uit de Japanse speelgoedserie Microman uit de subserie Micro Change. Het model van Megatron was nummer 12 en 13 in deze serie. De 12-release komt zonder de bekende extensies. De 13-release is de U.N.C.L.E.-release. Dit model wapen werd in de televisieserie met dezelfde naam gebruikt. De code MC-12/13 is nog terug te vinden op het Transformers speelgoed. Zijn naam en persoonlijkheid werden bedacht in de Transformers-stripserie van Marvel Comics. Bob Budiansky, de schrijver van de Marvel Comics-serie, zei in een interview dat Megatrons naam een porte-manteau is van "megaton" en "electronic". Hasbro was oorspronkelijk tegen de naam omdat hij te gevaarlijk klonk, maar Budiansky wist hen ervan te overtuigen dat dit juist goed was gezien Megatrons reputatie als gevaarlijkste schurk uit het Transformers-universum.

## Generation 1
Megatron maakte zijn debuut in de Transformers-strips van Marvel Comics, en de hierop gebaseerde animatieserie. Hierin kon hij transformeren in een Walther P38. Hij was gewapend met een kanon dat sterk genoeg was om een stadswijk in een schot te vernietigen.
Over Megatrons persoonlijkheid bestaan verschillende interpretaties. Sommige zien hem als een strategische leider, anderen als een tactische slagveldcommandant. In tegenstelling tot veel andere schurken in fictie was Megatron niet chaotisch of gestoord, maar enkel agressief.
In de animatieserie was Megatron een Decepticon, en een nakomeling van de militaire robots gemaakt door de Quintessons. Megatron werd gemaakt toen de Decepticons net als de Autobots de mogelijkheid tot transformaties ontwikkelden. Toen Cybertron door de oorlog met tussen de Autobots en Decepticons door zijn energie heenraakte, moesten beide partijen andere planeten zoeken. Net als de Autobots kwamen de Decepticons op de Prehistorische Aarde terecht, en belandden in een gedeactiveerde toestand. Pas in 1984 werden beide partijen ontwaakt en begonnen hun oorlog opnieuw. In de jaren erop maakte Megatron onder andere een intergalactisch transportsysteem om zo weer contact te zoeken met Cybertron. Al zijn plannen om de Aardse energiebronnen te bemachtigen mislukten. In de film The Transformers: The Movie slaagde Megatron erin om Cybertron te veroveren. Later in de film werd Megatron veranderd in Galvatron. Daarmee was de film het laatste geanimeerde optreden van de originele Megatron.
In de stripserie van Marvel was Megatrons oorsprong iets simpeler. Hierin was hij een gladiator. Net als in de animatieserie waren de Decepticons en Autobots gedwongen hun planeet te verlaten middels twee ruimteschepen, en kwamen terecht op de prehistorische aarde. 4 miljoen jaar later, in 1984, ontwaken beide partijen.

## Beast Wars en Beast Machines
In de series Beast Wars en Beast Machines kwam een andere versie van Megatron voor. Deze Megatron was een nakomeling van de Megatron uit de originele serie, en de leider van de Predacons. Hij had de naam Megatron aangenomen als eerbetoon aan de voormalige Decepticonleider. Net als de Maximals belandden de Predacons op de prehistorische aarde, waar Megatron de gedaante van eenTyrannosaurus aannam.
Later in de serie ontdekte Megatron het originele Decepticon schip, de Nemesis, waarmee de Decepticons naar de Aarde waren gekomen. Aan boord van de Ark (het originele Autobot schip) vond hij het lichaam van de originele Megatron. Hij absorbeerde diens vonk, en veranderde zo in een draak.
Na te zijn verslagen reisde Megatron terug naar het heden, alwaar hij Cybertron veroverde en alle inwoners verving door hersenloze machines genaamd vehicons. Toen de Maximals ook terugkeerden werd hij wederom verslagen.

## Robots in Disguise
In de serie Transformers: Robots in Disguise was Megatron eveneens een Predacon. In deze serie kon hij transformeren in een groot aantal alternatieve modes, waaronder een draak, een ruimteschip, een enorme hand, een gargoyle en een auto.
Megatron kwam in de serie naar de aarde om zogenaamd de Aardse energiebronnen te bemachtigen, maar in werkelijkheid om Fortress Maximus te vinden. Hiervoor ontvoerde hij de wetenschapper Kenneth Onishi. Megatron stond in de serie bekend als een krijgsheer die al vele planeten had beroofd van hun energie. Later in de serie kreeg hij een upgrade tot Galvatron.
In de originele Japanse versie van Transformers: Robots in Disguise was Megatron een unieke vijand die geen nieuwe incarnatie was van de oude Megatron. In de Japanse versie heette hij dan ook Gigatron. De naam Megatron kreeg hij in de Amerikaanse nasynchronisatie.

## Unicron-trilogie
In de series Transformers: Armada, Transformers: Energon en Transformers: Cybertron was Megatron wederom de leider van de Decepticons.
In de eerste serie kwam hij naar de aarde om de Mini-Cons te bemachtigen. Hij behandelde zijn troepen als vuilnis, en dwong respect bij hen af. Toen in de serie Optimus Prime werd vernietigd, belandde Megatron echter in een zware depressie daar hij zijn sterkste tegenstander kwijt was. Tijdens de strijd met Unicron werd Megatron veranderd in Galvatron (hoewel hij in de Japanse versie gewoon zijn oude naam behield). Hij zag in dat Unicron alleen kon worden vernietigd als de cirkel van haat tussen de Decepticons en Autobots werd verbroken. Daarom offerde hij zichzelf op om Unicron te vernietigen.
In de tweede serie keerde Megatron weer terug (in de Amerikaanse serie werd hij nu weer gewoon Megatron genoemd en kreeg later wederom een power-up tot Galvatron. In de Japanse versie noemde hij zichzelf gedurende de hele serie Galvatron). Toen het wezen Alpha Q Unicron begon te herstellen, maakte Megatron van deze gelegenheid gebruik om zelf de macht over Unicron te krijgen. Het plan mislukte en Megatron werd zelf bezeten door Unicron. Uiteindelijk gooide Megatron zichzelf samen met Unicrons vonk in een kunstmatige zon.
In de derde serie bleek dat de Megatrons laatste actie de kunstmatige zon had veranderd in een zwart gat dat Cybertron bedreigde. Megatron zelf kon zo ontsnappen uit de zon. Hij gebruikte Unicrons voormalige kracht om zichzelf een nieuw lichaam te geven. Ook nu kreeg hij weer een power-up tot Galvatron. Hij werd voorgoed verslagen door Optimus Prime.

## Film
In de live-action film zag Megatron er duidelijk anders uit dan in de animatieseries en strips. Hierin was hij een volledig zwarte/zilveren robot met een meer buitenaards uiterlijk en een straaljager als een alternatieve vorm. Volgens een interview met Michael Bay was de filmversie van Megatron 34 voet (10,36 m) hoog.
In de film kwam Megatron 10.000 jaar geleden al naar de Aarde omdat hij had ontdekt dat de “allspark”, een vonk die alles in een robot kan veranderen, zich hier bevond. Hij belandde op de Noordpool en werd ingevroren in het ijs. In 1897, 110 jaar voor de aankomst van de andere Transformers, werd Megatrons lichaam ontdekt door een ontdekkingsreiziger genaamd Archibald Witwicky, die per ongeluk Megatrons navigatiesysteem activeerde. Hierdoor werden de coördinaten van de Allspark in Archibalds bril gebrand. In de jaren 30 van de 20e eeuw maakte de overheid een basis onder de Hoover Dam, waarin Megatrons bevroren lichaam werd bewaard. Zijn lichaam diende als basis voor de ontwikkeling van onder andere microchips, motorvoertuigen en lasers.
Dan, in 2007, ontwaakt Megatron door toedoen van de Decepticon Starscream. Hij vecht met Optimus Prime, maar wordt uiteindelijk verslagen omdat Sam Witwicky (een nakomeling van Archibald) de allspark verbindt met Megatrons eigen vonk.
De filmversie gaf niets om Cybertron of zijn helpers, maar was enkel geobsedeerd door het bemachtigen van de allspark.

## Stemmen
Vele stemacteurs hebben Megatron vertolkt, waaronder: Frank Welker, Seizō Katō, David Kaye, Garry Chalk, Daniel Riordan, Jeff Manning, Richard Newman, Trevor Devall, Hugo Weaving, Corey Burton, Tony Gialluca, Fred Tatasciore, Jason Marnocha, Marc Thompson, Marqus Bobesich en Jon Bailey.